# Szent Szófia-székesegyház (Kijev)
A Szent Szófia-székesegyház (ukránul: Собор святої Софії, Szobor szvjatoji Szofiji) ortodox székesegyház Kijevben, a legrégebbi teljesen fennmaradt keleti szláv keresztény templom. A konstantinápolyi Hagia Szophia riválisának szánták. A belsejét 260 m² mozaik és mintegy 3000 m² freskó díszíti.
1990-ben az UNESCO a Világörökség részévé nyilvánította. A 2022-ben kezdődő orosz–ukrán háború miatt a helyszín 2023-ban felkerült a veszélyeztetett világörökségi helyszínek listájára.

## Története

### Az eredeti épület
A székesegyház a konstantinápolyi 6. századi Hagia Szophia székesegyházról kapta, amelyet a Szent Bölcsességnek szenteltek, nem pedig egy konkrét Szófia nevű szentnek. Az első alapokat 1037-ben vagy 1011-ben rakták le, de a székesegyház befejezése két évtizedet vett igénybe. Egy elmélet szerint Bölcs JaroszlávI kijevi nagyfejedelem 1037-ben támogatta a Szent Szófia-székesegyház építését, hogy megünnepelje a Kijevi Rusz nomád besenyők felett 1036-ban aratott döntő győzelmét (akik ezután soha nem jelentettek veszélyt Kijevre). 
Dr. Nadia Nikitenko történész szerint, aki 30 éve tanulmányozza a székesegyházat, a székesegyházat 1011-ben alapították, Jaroszláv apjának, a Kijevi Rusz nagyfejedelmének, I. Vlagyimirnak az uralkodása alatt. Ezt az eredményt UNESCO és Ukrajna is elfogadta, amely 2011-ben hivatalosan is megünnepelte a székesegyház 1000. évfordulóját. Az orosz történészek azonban máig aktívan ellenzik ezt az időpontot.
Az építménynek 5 hajója, 5 apszisa és (a bizánci építészethez képest meglepő módon) 13 kupolája van. Három oldalról kétszintes galériák veszik körül. A 37 és 55 méter közötti méretekkel rendelkező külsejét korábban posztamensekkel díszítették. Belülről a 11. századból származó mozaikok és freskók maradtak fenn, köztük Jaroszláv családjának leromlott állapotú ábrázolása, valamint az apszisban látható Orans.

### Átépítése
A székesegyház eredetileg a kijevi uralkodók, köztük II. Vlagyimir Monomah, I. Békés Vszevolod és a székesegyház alapítója, I. Bölcs Jaroszláv temetkezési helye volt, bár máig csak az utóbbi sírja maradt fenn. Miután 1169-ben Vlagyimir-Szuzdal uralkodója, I. András vlagyimiri nagyfejedelem kifosztotta Kijevet, majd 1240-ben a Rusz mongol inváziója következett, a székesegyház pusztulásnak indult. A 16. században, amikor a Lengyel–Litván Nemzetközösség megpróbálta egyesíteni a katolikus és az ortodox egyházakat, nagymértékben újjáépítették modern pompájában. Az 1595-96-os breszti uniót követően a Szent Szófia-székesegyház az ukrán görögkatolikus egyházhoz került, amely megbízást adott a javítási munkálatokra, és az épület felső részét alaposan átépítették, Octaviano Mancini olasz építész tervei szerint, a jellegzetes ukrán barokk stílusban, miközben megőrizték a bizánci belső teret, megőrizve annak pompáját. A munkálatok Ivan Sztepanovics Mazepa kozák hetman alatt 1767-ig folytatódtak. Ebben az időszakban a Szent Szófia-székesegyház körül harangtornyot, kolostori kantint, pékséget, a metropolita palotáját, a nyugati kapukat (Zborovski-kapuk), a kolostori fogadót, a testvériskola kampuszát és a bursát (szeminárium) is felépítették.
Az 1917-es októberi orosz forradalom után és az 1920-as évek vallásellenes szovjet kampánya során a kormány tervei szerint a székesegyházat el kellett volna pusztítani, és a területet „Perekop hősei” parkká kellett volna alakítani (a Vörös Hadsereg krími győzelme után az orosz polgárháborúban aratott győzelem után). A székesegyházat elsősorban számos tudós és történész erőfeszítésével sikerült megmenteni a lebontástól. (a szemközti Szent Mihály aranykupolás kolostort 1935-ben felrobbantották). Ennek ellenére 1934-ben a szovjet hatóságok elkobozták a templom épületét, beleértve a környező 17-18. századi építészeti komplexumot is, és építészeti és történelmi múzeumnak jelölték ki.

### Ukrajna függetlenségét követően
Az 1980-as évek vége óta szovjet, majd a Szovjetunió felbomlása után az ukrán politikusok ígéretet tettek arra, hogy az épületet visszaadják az ortodox egyháznak. Az egyházon belüli különböző szakadások és frakciók miatt a visszaadást elhalasztották, mivel az összes ortodox és a görögkatolikus egyház igényt tartott rá. Bár az összes ortodox egyháznak engedélyezték, hogy különböző időpontokban istentiszteleteket tartsanak benne, máskor megtagadták tőlük a belépést. Súlyos incidens volt az Ukrán Ortodox Egyház Kijevi Patriarchátusát vezető Volodimir pátriárkájának temetése 1995-ben, amikor a rohamrendőrök kénytelenek voltak megakadályozni a temetést a múzeum területén, és véres összecsapásra került sor. Az ilyen események után már egyetlen vallási testület sem kapott jogot a rendszeres istentiszteletekre. A komplexum ma is az ukrán kereszténység világi múzeuma, látogatóinak többsége turista.
2007. augusztus 21-én a szakértők és az internetes közösség szavazatai alapján a Szent Szófia-székesegyházat Ukrajna hét csodája közé választották.
2018 decemberében a Szent Szófia-székesegyházban tartották azt a zsinatot, amelyen az új ukrán ortodox egyház megalapításáról döntöttek. Hónapokig tartó tárgyalások és előkészületek után 2018. december 15-én az ukrán ortodox egyház kijevi patriarchátusa és az autokefál ukrán ortodox egyház összes püspöke, valamint az ukrán ortodox egyház moszkvai patriarchátusának két metropolitája összegyűlt a kijevi Szent Szófia-székesegyházban, ahol az ökumenikus trónon ülő metropolita, Emmanuel Adamakisz elnökletével egyesültek az Ukrán Ortodox Egyházba, megválasztották első prímásukat, Jepifanyij metropolitát, és elfogadták az újonnan függetlenné vált ukrán egyház alapszabályát. 2019. január 7-én Petro Porosenko ukrán elnök jelenlétében tartották a karácsonyi liturgiát, amelyen bemutatták az egyházi autonómia megadásáról szóló tomoszt, melyben I. Bartholomaiosz konstantinápolyi pátriárka autokefál egyházként ismerte el. Nem sokkal ezt követően egyházszakadás következett be, Kirill moszkvai pátriárka és az orosz ortodox egyház eretnekké nyilvánított mindenkit, aki elismeri az önálló, tőlük független ukrán ortodox egyházat, sőt még Konstantinápollyal is megszakították a több évszázados kapcsolatot, amely aztán az orosz-ukrán háború miatt teljesen elmérgesedett.
2023 szeptemberében Kijevet a 2022-es orosz invázió miatt a „veszélyeztetett” világörökségi helyszínek listájára vették fel. Az ENSZ ezzel a lépéssel igyekezett további segítséget és védelmet adni a helyszín számára.

## Építészeti jellemzői

### Faldíszítés
A belső teret is bizánci mintára díszítették, elsősorban falfestményekkel (mintegy 3000 négyzetméternyi freskóval) és mintegy 260 négyzetméternyi mozaikkal. Különösen figyelemre méltó az oltár apszisában található „Imádkozó Istenanya” („Orans”) túlméretezett mozaikja és a központi kupolában található „Pantokrátor” Krisztust ábrázoló mozaik. Mivel Mária papi stólában és papi imára emelt karral látható, ez az ábrázolás összhangban van azzal a hagyománnyal, amely Máriát papnőként tiszteli és ábrázolja. 177 különböző színárnyalatot használtak a mozaikok elemzései szerint. Az 1930-as évek közepén lerombolt Szent Mihály-székesegyházból származó, a 12. századból származó mozaikok és freskók a második emeleten láthatók. 

### Ikonosztáz
A kórust a templomhajótól aranyszínű, csillogó ikonosztáz választja el. Az ikonosztáz 1747-1754 között épült ukrán barokk stílusban,  ám az 1930-as évek fosztogatásai után csak néhány eredeti szentképet tartalmaz.
A 11. században, a székesegyház építése során az oltárt és a szentélyt csak egy alacsony, márványból készült oltár előtti szentélykorlát választotta el a hívek helyiségétől. Az első ikonosztáz a székesegyház újjáépítése során készült, és Petro Mohilja metropolita 1637-1638-ban helyeztette el.
A kapuk 184 évig álltak a székesegyházban, egészen 1934-ig, amikor a bolsevikok elrendelték, hogy darabolják fel őket (hogy könnyebb legyen kivenni a székesegyházból és beolvasztani), és küldjék a nemesfémek tartalékalapjába.  Egy véletlen folytán 1977-ben a kapu több darabját megtalálták a Pecserszka lavra barlangkolostor raktárhelyiségeiben, ahol a sztálini évek alatt az úgynevezett Múzeumváros működött. Az elkobzott egyházi értéktárgyakat Ukrajna egész területéről oda szállították, és többnyire beolvasztották őket. Kiderült, hogy a kapu megmaradt részei a nemesfémek tartalékalapjából kerültek oda az 1940-es években. A többi részt valószínűleg szétvágták és beolvasztották.
A szovjet években nem lehetett restaurálni a kaput, mert Moszkva nem adott engedélyt a megmaradt részek restaurálásához szükséges 2,2 kg ezüst megvásárlására. Azóta a középső, úgynevezett királyi kaput helyreállították és visszaépítették az eredeti helyére.

### Egyéb belső díszítmények
A székesegyház egyik mellékhajójában találhatóak Bölcs Jaroszláv és felesége, Svédországi Ingegerd kijevi nagyfejedelemné fehér márvány szarkofágjai, amelyek a 8. században készültek. A székesegyház padlóját színes festményekkel díszítették, amelyeknek néhány maradványát feltárták. A 19. században egy orosz vállalkozó öntöttvas csempéket adományozott állandó burkolatként, amelyek motívumai bizánci eredetűek. Meg nem erősített információk és egy kiadvány szerint a székesegyház alatt barlangok találhatók. A szakértők azt gyanítják, hogy ott található Bölcs Jaroszláv egykori kiterjedt könyvtára, amelyet még nem fedeztek fel újra. Az első ásatásokra 1916-ban került sor, de a politikai fejlemények miatt nem fejezték be. 2023-ban a régészeknek sikerült újabb föld alatti jártokat feltárniuk.

## Galéria

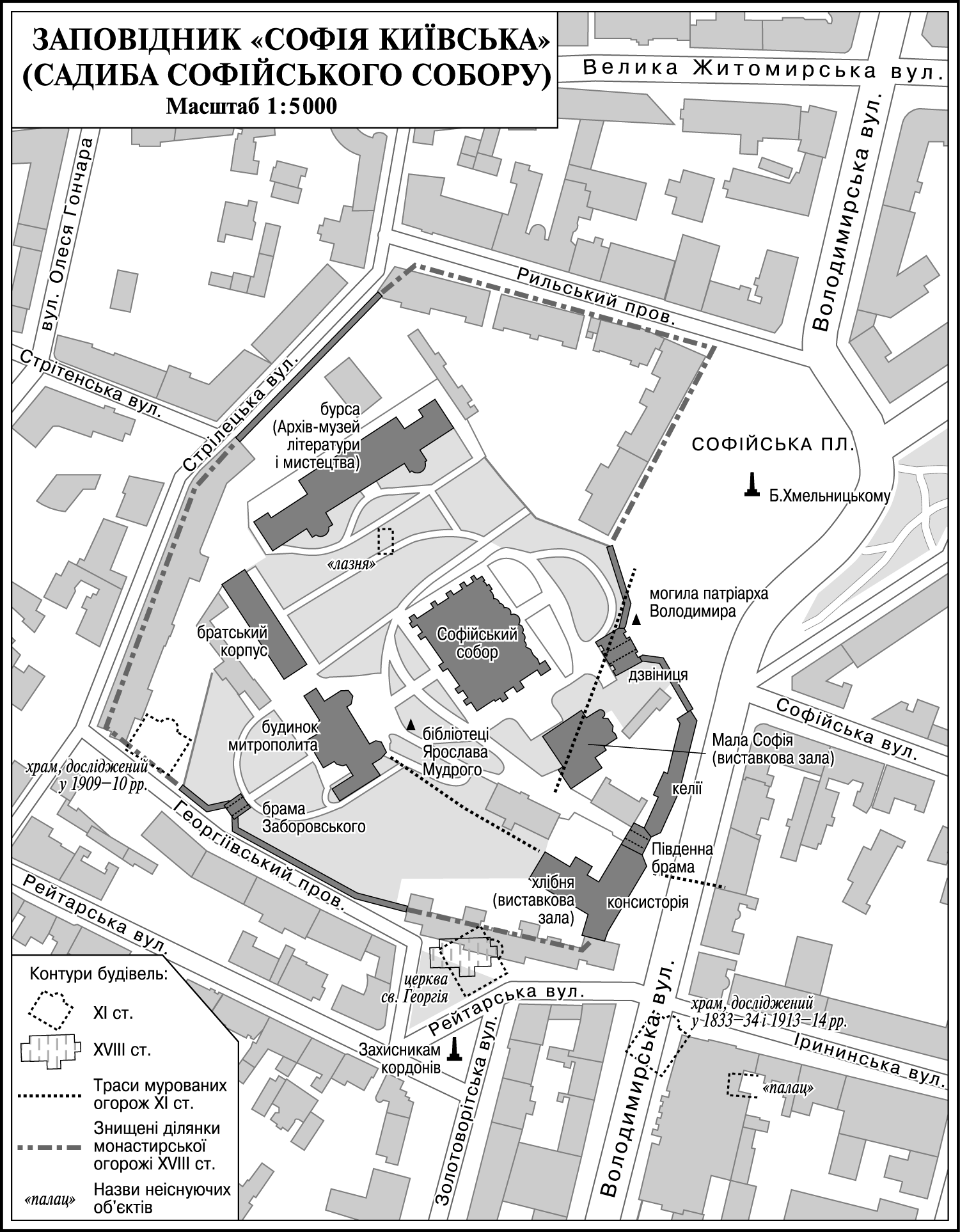
Az épületegyüttes térképe
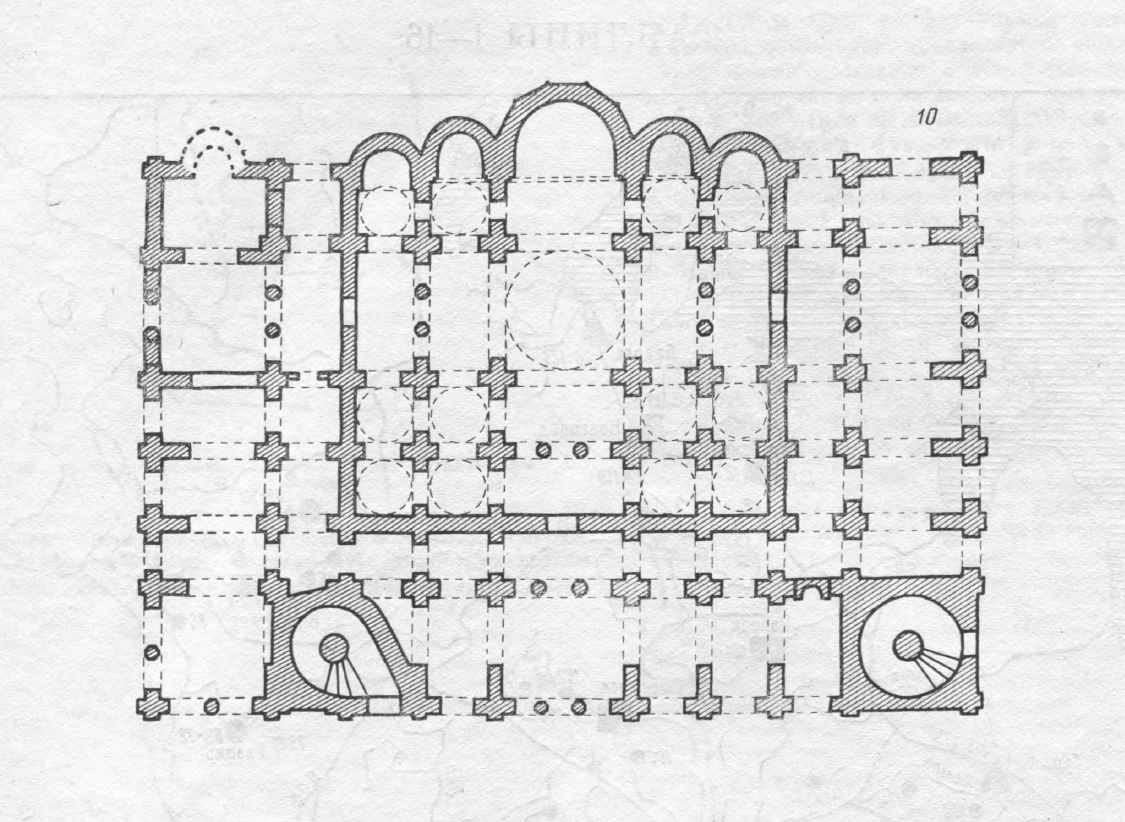
A székesegyház alaprajza
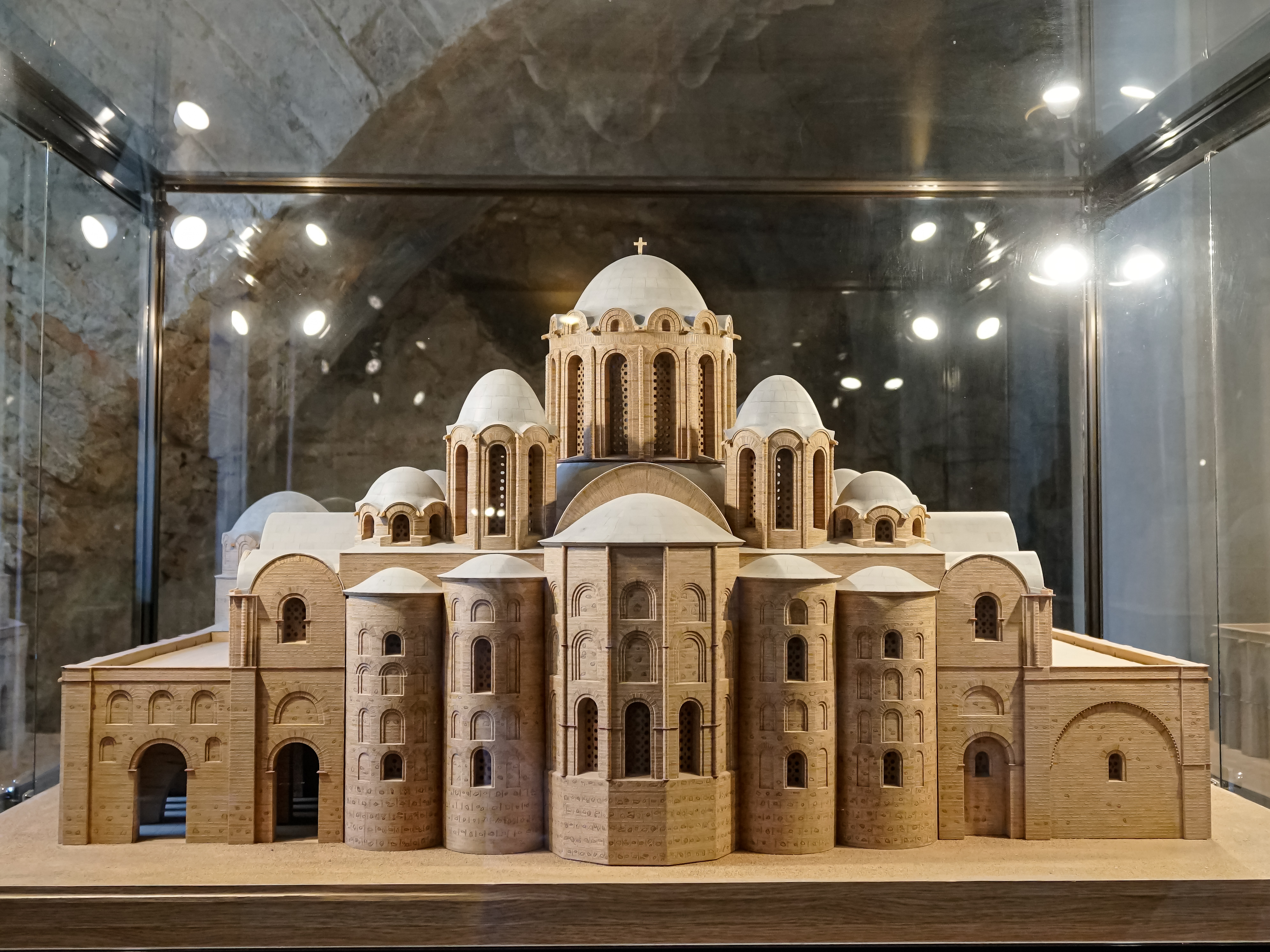
A templom eredeti kialakítását bemutató makett
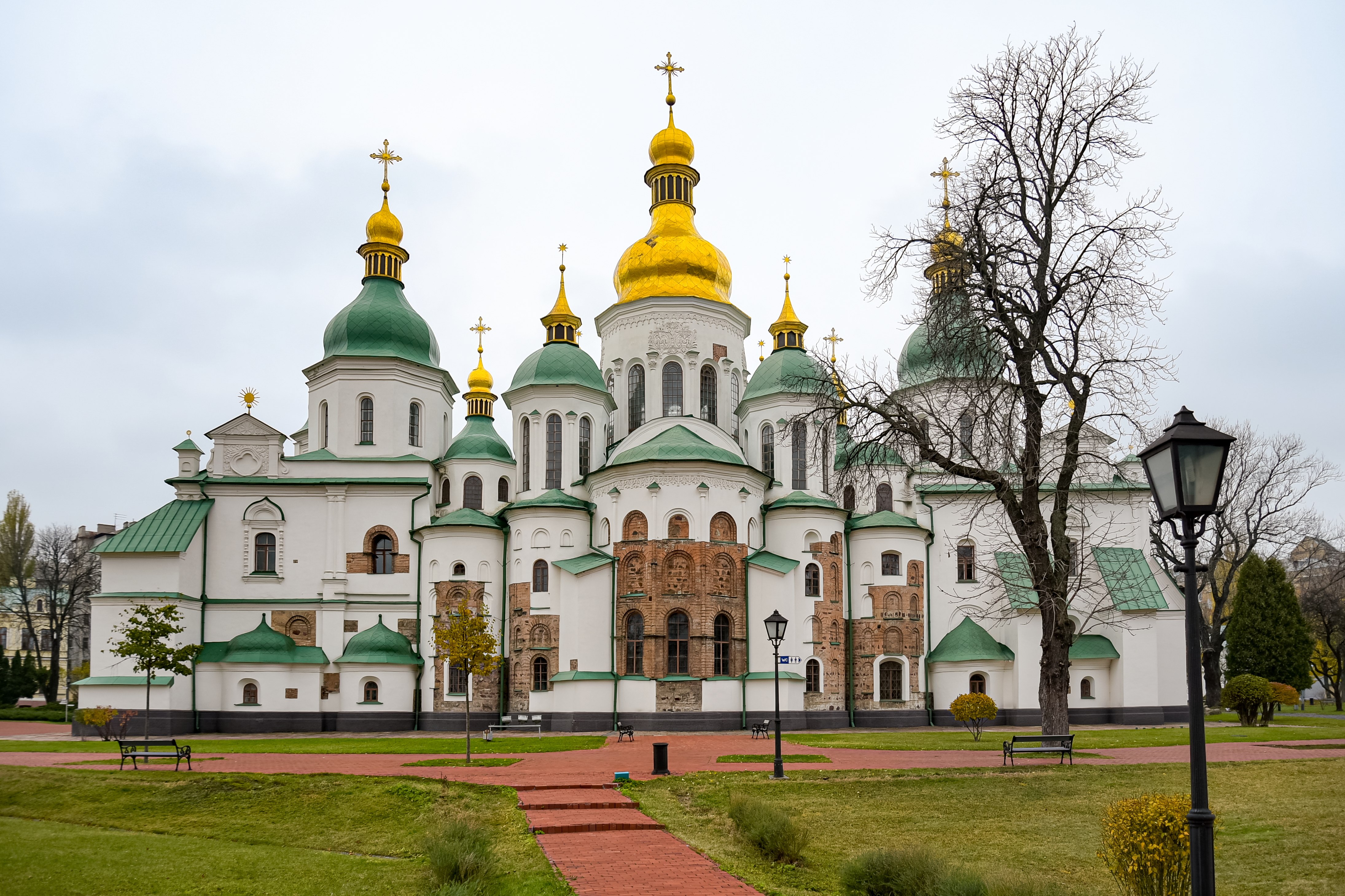
A székesegyház jelenlegi külseje
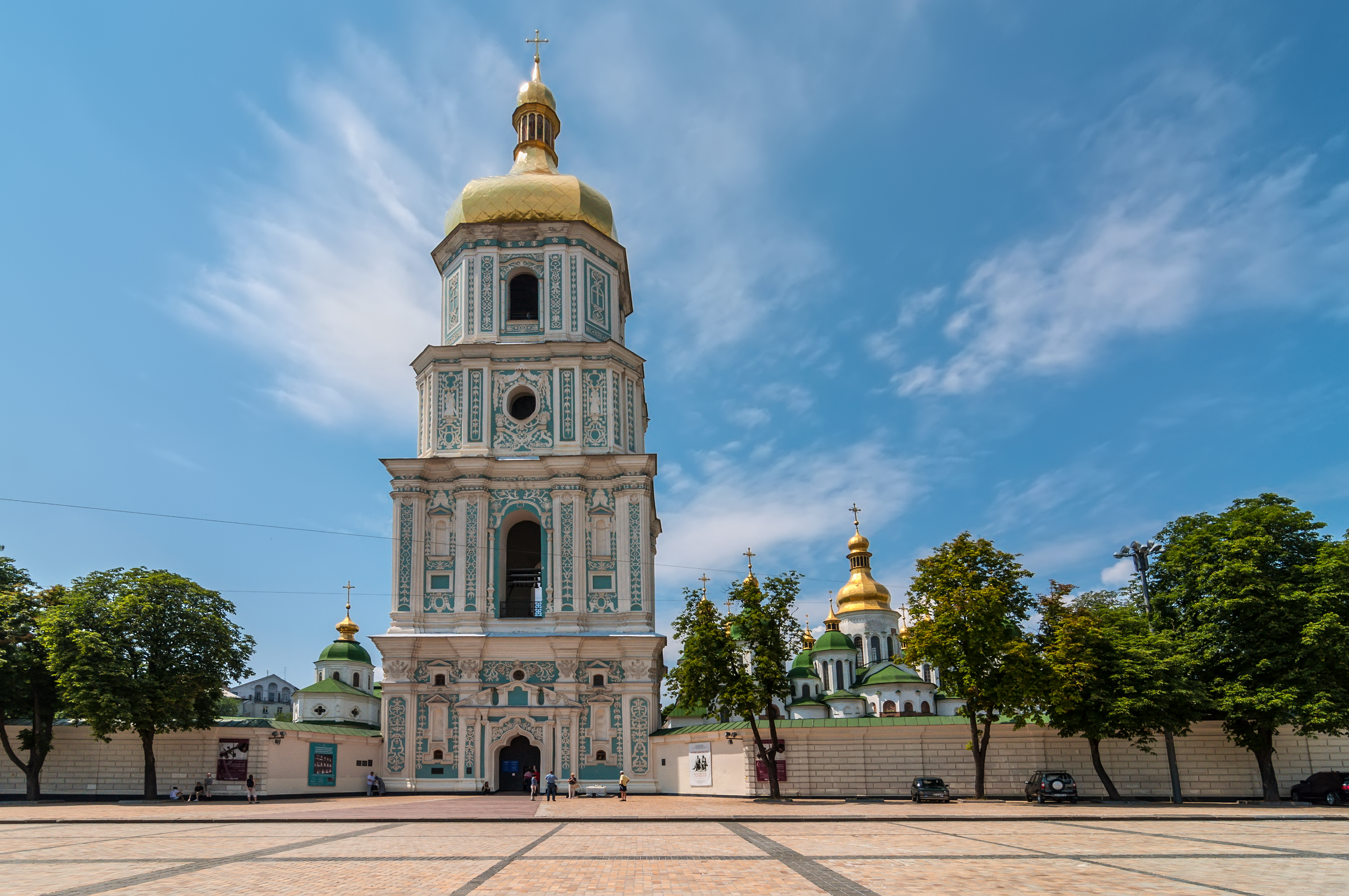
A harangtorony épülete
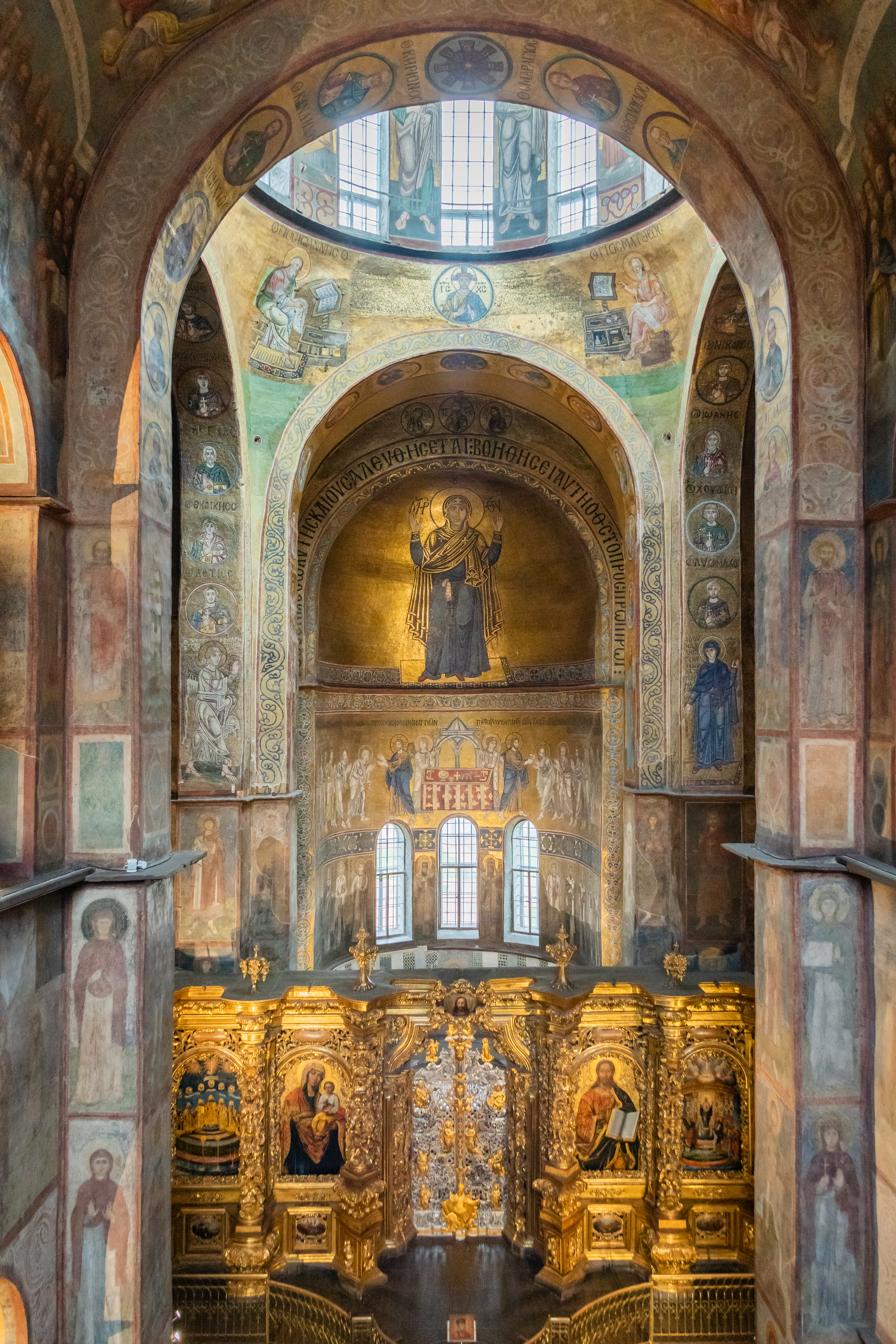
A négyezet és az ikonosztáz
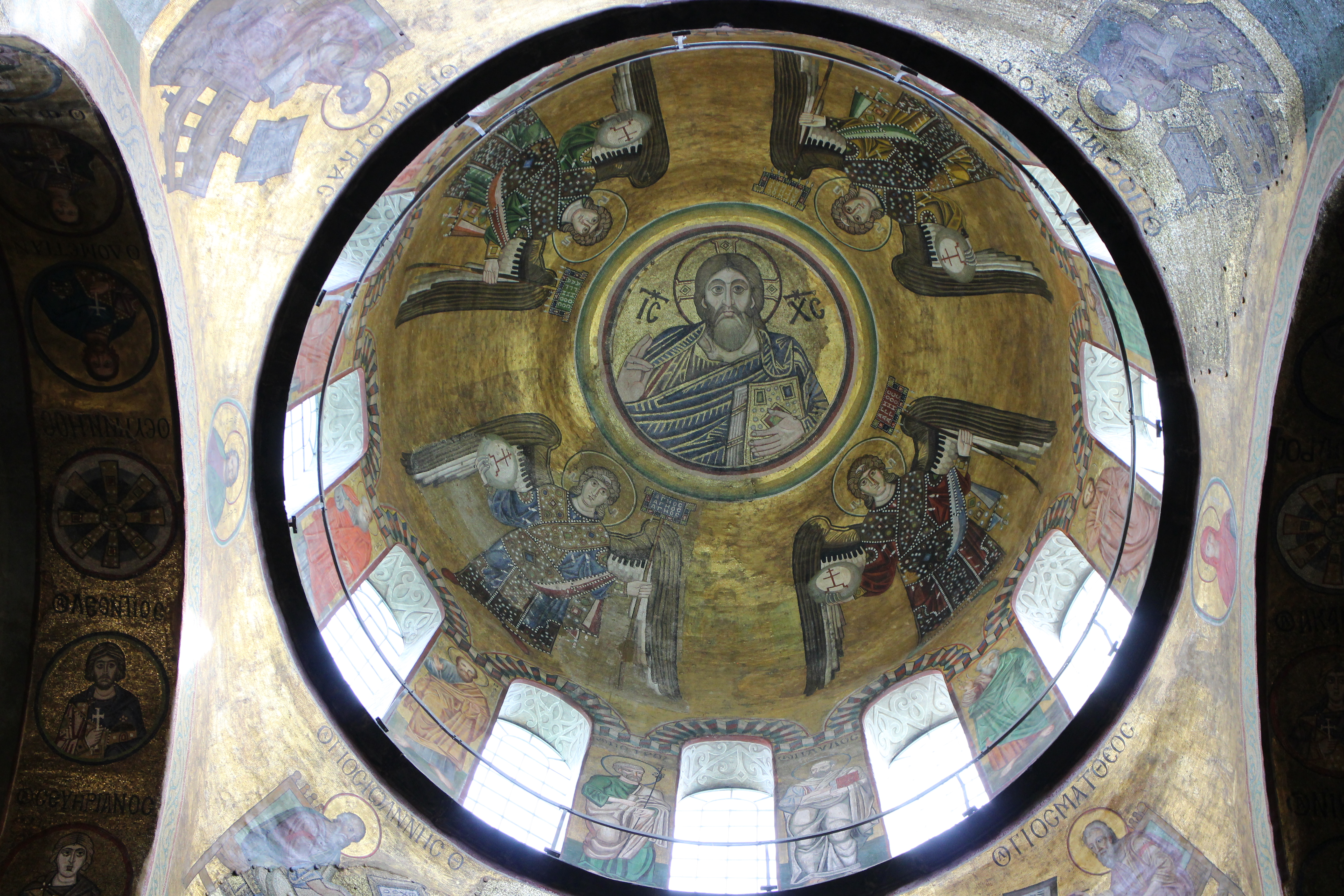
A főkupola Pantokrátor mozaikképe
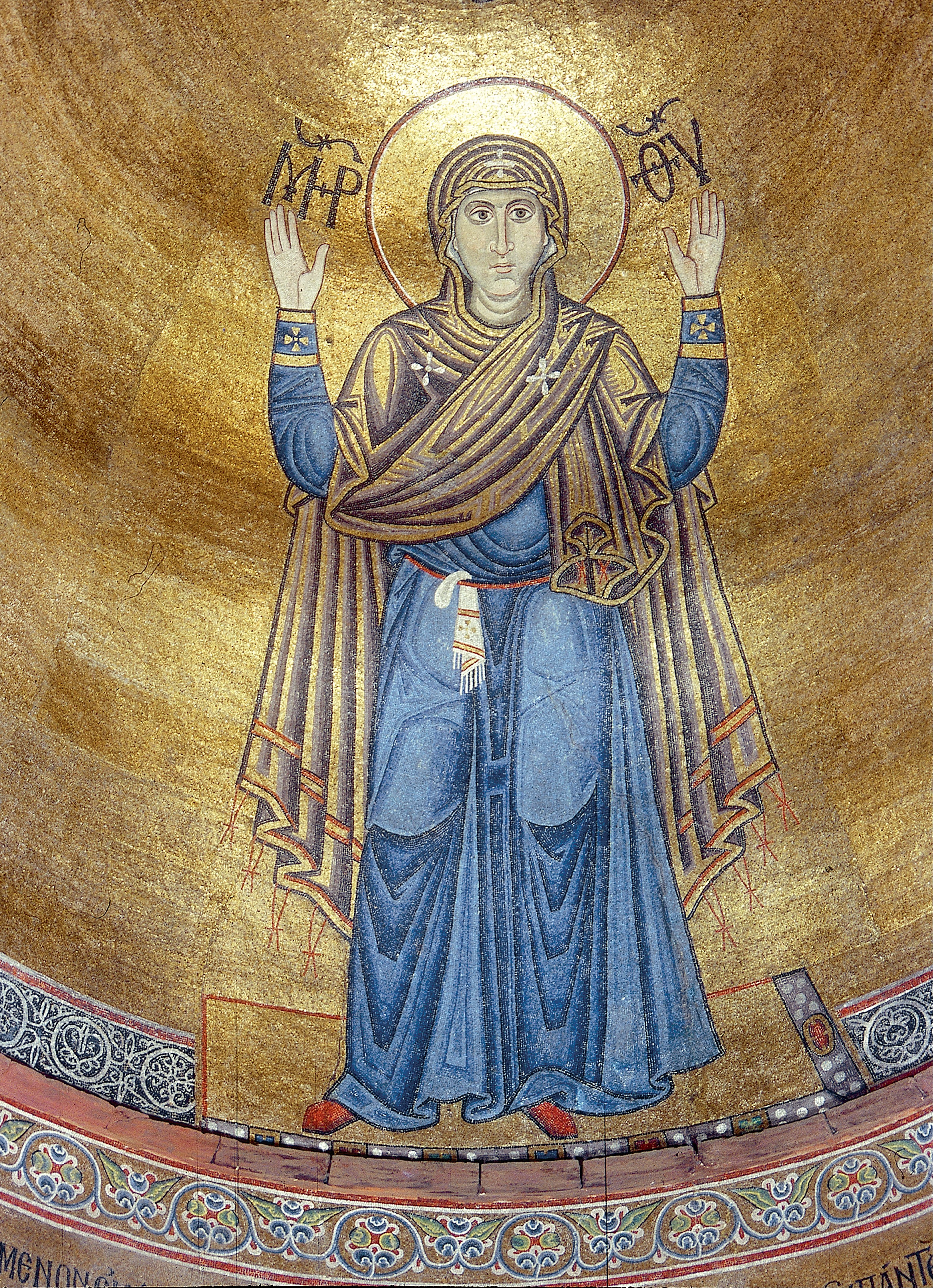
A híres Orans mozaikkép
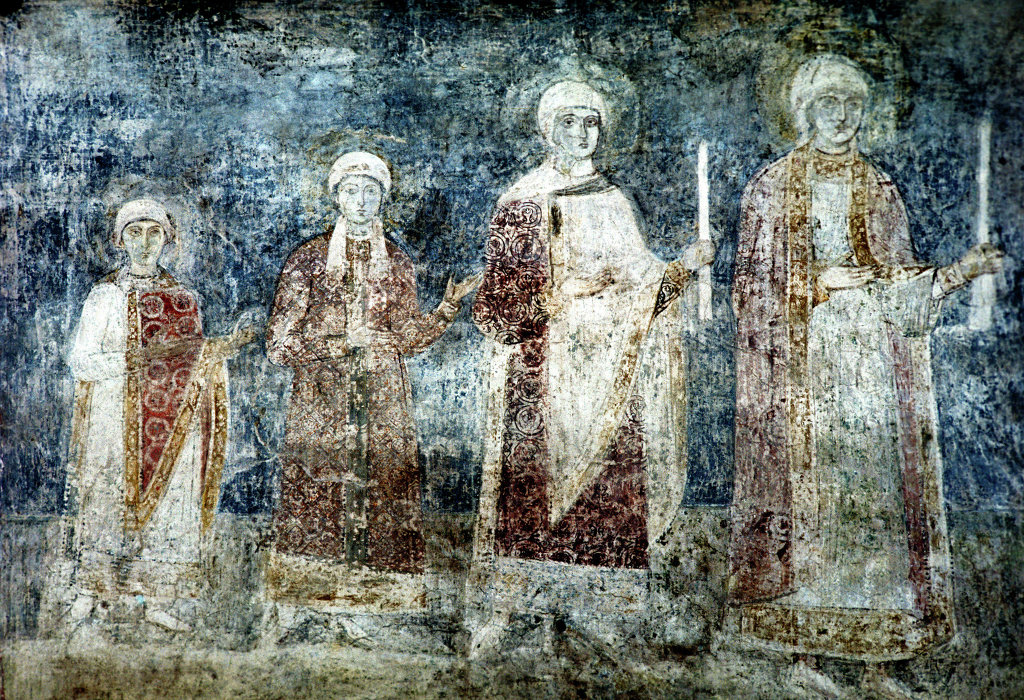
A fejedelmi családot ábrázoló freskók fennmaradt töredéke; a 19. század körüli késői restaurálás során az alakokat Szent Zsófiára és legendabeli lányaira: Pisztiszre, Elpiszre és Agapéra változtatták, fejüket átfestették (ekkorra az eredeti fejek valószínűleg már nem voltak láthatók), de a fejedelmi ruházat megjelenése megmaradt.
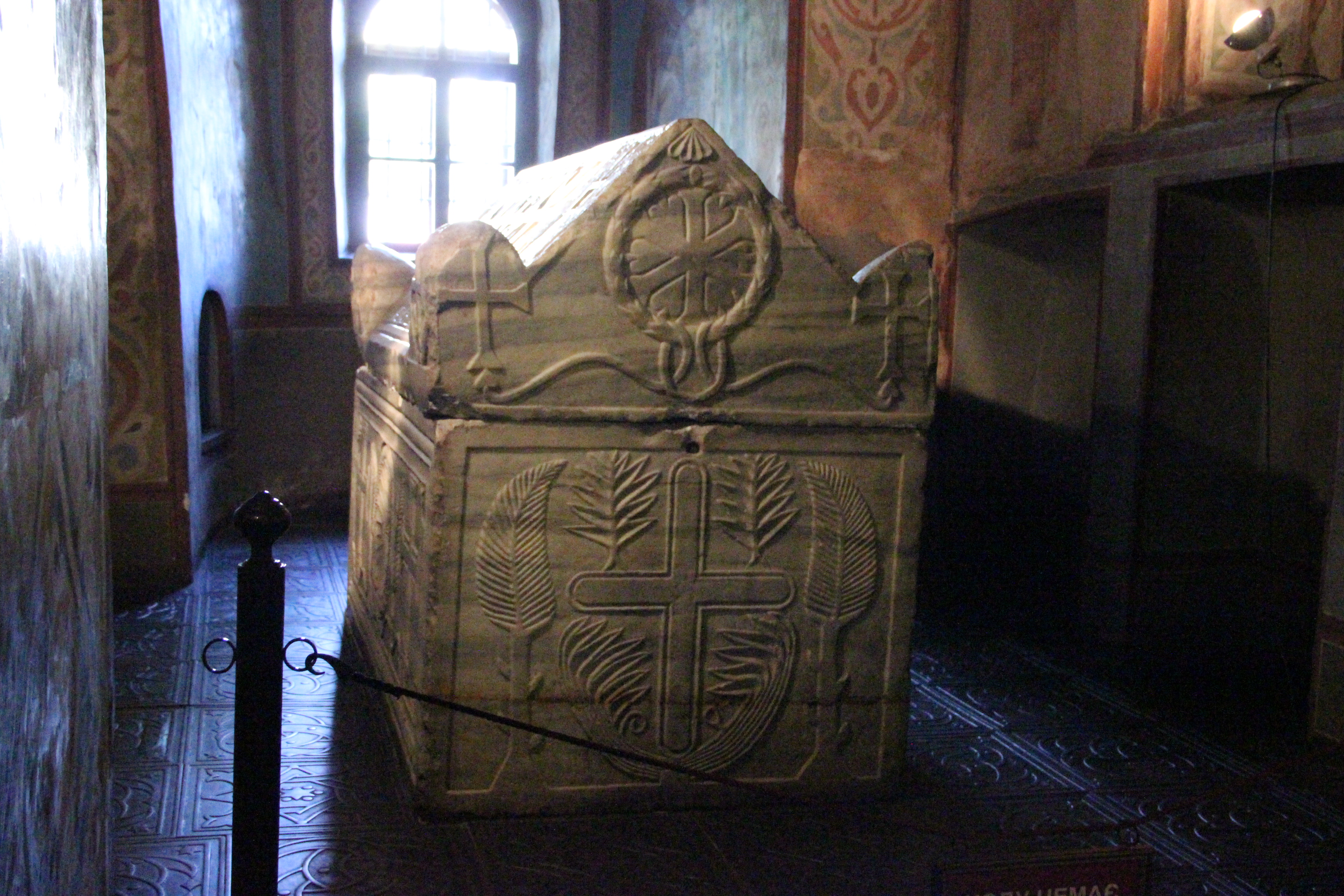
Bölcs Jaroszláv márvány szarkofágja

## Fordítás
- Ez a szócikk részben vagy egészben  a   Saint Sophia Cathedral, Kyiv című angol Wikipédia-szócikk ezen változatának fordításán alapul.  Az eredeti cikk szerkesztőit annak laptörténete sorolja fel. Ez a jelzés csupán a megfogalmazás eredetét és a szerzői jogokat jelzi, nem szolgál a cikkben szereplő információk forrásmegjelöléseként.
- Ez a szócikk részben vagy egészben  a   Sophienkathedrale (Kiew) című német Wikipédia-szócikk ezen változatának fordításán alapul.  Az eredeti cikk szerkesztőit annak laptörténete sorolja fel. Ez a jelzés csupán a megfogalmazás eredetét és a szerzői jogokat jelzi, nem szolgál a cikkben szereplő információk forrásmegjelöléseként.